# Пам'ятник Адамові Міцкевичу (Познань)
Пам'ятник Адамові Міцкевичу — монумент, установлений на честь великого польського поета, політичного публіциста, діяча національно-визвольного руху в м. Познань (Польща).

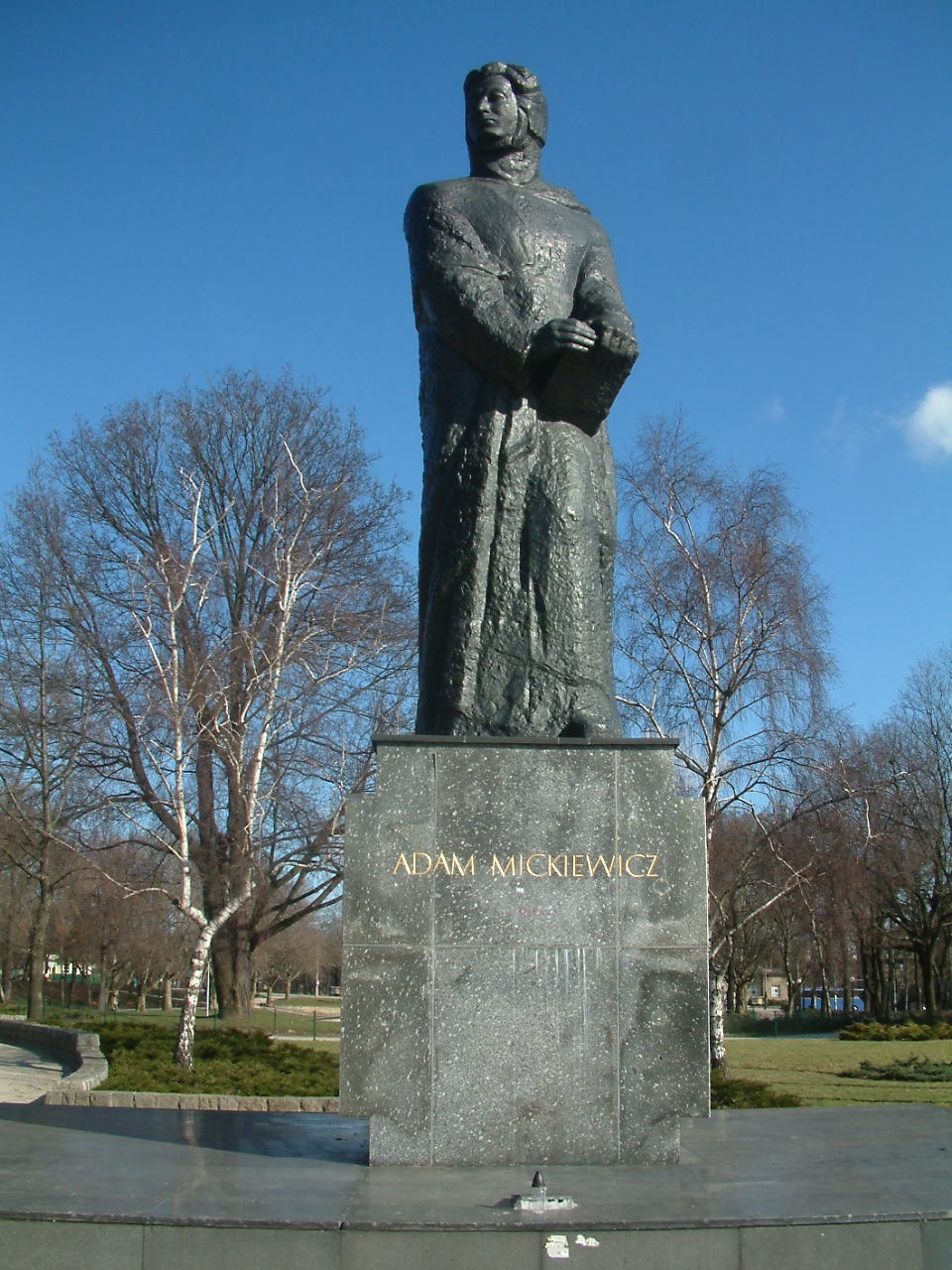
Пам'ятник Адамові Міцкевичу (Познань)

Автори — скульптор Базілі Войтович та архітектор Чеслав Возняк. Висота погруддя — 4 м, п'єдесталу — 2 м.
Установлений у 1960 році на площі, яка названа ім'ям поета в Познані. У місті у 1859 році був споруджений перший у історії Польщі пам'ятник А. Міцкевичу, який був зруйнований в роки другої світової війни.
Після закінчення війни питання про відновлення пам'ятника поету було піднято у 1955 році. Тоді був оголошений конкурс, у якому брав участь відомий скульптор Юзеф Гославський. Перше місце на конкурсі зайняв проєкт Б. Войтовича та Ч. Возняка.
Чотирьохметрова фігура А. Міцкевича була встановлена на двохметровому п'єдесталі. Великі труднощі виникли при споруджені цоколя. Проєкт пам'ятника передбачав, що бічні сторони п'єдесталу будуть прикрашені барельєфами. Але, матеріал, який вибрали для п'єдесталу — сієніт, виявився настільки твердим, що у зв'язку з складностями того часу в закупівлі необхідного інструменту та обладнання, було вирішено відмовитися від барел'єфів.
Монумент поету став вершиною творчості скульптора Б. Войтовича, про який видатний польський вчений та вимогливий мистецтвознавець професор Здислав Кепінський сказав, «що це, ймовірно, кращий із зведених за весь час пам'ятників поету в Польщі».